# Verfassung der Republik Moldau
Die Verfassung der Republik Moldau (Constituția Republicii Moldova) ist das Grundgesetz der Republik, in dem die gesellschaftliche und staatliche Struktur, die Ordnung und die Grundsätze der Bildung von Vertretungsorganen, das Wahlsystem sowie die Rechte und Pflichten der Bürger festgelegt sind. Die derzeitige Fassung wurde vom Parlament am 29. Juli 1994 angenommen.
In der Verfassung wurde die Republik Moldau als souveräner, unabhängiger und neutraler Staat verankert, ein Rechtsstaat, der sich auf eine Reihe von Grundsätzen stützt, darunter Gewaltenteilung und Zusammenarbeit, politischer Pluralismus, Menschenrechte und Freiheiten sowie die Einhaltung des Völkerrechts und internationaler Verträge. Sie umreißt die Bildung und Funktion der wichtigsten staatlichen Institutionen: Parlament, Kabinett, Präsident und Judikative.

## Geschichte
Die aktuelle Verfassung der Republik Moldau wurde am 29. Juli 1994 vom moldauischen Parlament verabschiedet und am 12. August 1994 im moldauischen Amtsblatt veröffentlicht. Sie trat am 27. August 1994 in Kraft und setzte die vorherige Verfassung von 1978 vollständig außer Kraft.
Seit 1994 wurde die Verfassung achtmal erfolgreich geändert. Es gab auch erfolglose Versuche, sie zu ändern, wie etwa das Verfassungsreferendum im Jahre 2010.

## Titel und Kapitel
Die Verfassung besteht aus sieben Titeln sowie neun Kapiteln:
- Titel I – Allgemeine Grundsätze
- Titel II – Grundrechte, Grundfreiheiten und Grundpflichten
  - Kapitel I – Allgemeine Bestimmungen
  - Kapitel II – Grundrechte und Grundfreiheiten
  - Kapitel III – Grundlegende Pflichten
- Titel III – Öffentliche Gewalt
  - Kapitel IV – Das Parlament
    - Erster Abschnitt – Aufbau und Arbeitsweise
    - Zweiter Abschnitt – Die Stellung der Mitglieder des Parlaments
    - Dritter Abschnitt – Gesetzgebung und Rechtsakte des Parlaments

  - Kapitel V – Der Präsident der Republik Moldau
  - Kapitel VI – Die Regierung
  - Kapitel VII – Das Verhältnis zwischen Parlament und Regierung
  - Kapitel VIII – Die öffentliche Verwaltung
  - Kapitel IX – Die Gerichtsbarkeit
    - Erster Abschnitt – Die Gerichtshöfe
    - Zweiter Abschnitt – Der Oberste Rat der Magistratur
    - Dritter Abschnitt – Die Staatsanwaltschaft
- Titel IV – Volkswirtschaft und öffentliche Finanzen
- Titel V – Verfassungsgerichtshof
- Titel VI – Revision der Verfassung
- Titel VII – Schluss- und Übergangsbestimmungen